# イサツキシマブ
イサツキシマブ（Isatuximab）は、多発性骨髄腫の治療のためのモノクローナル抗体の医薬品である。開発コード：SAR650984。
主な副作用は、好中球減少症、輸液反応、肺炎、上気道感染症、下痢、気管支炎などである。
イサツキシマブは、再発または難治性の多発性骨髄腫の治療を目的とした抗CD38モノクローナル抗体である。2015年に多発性骨髄腫（単剤療法）およびT細胞性白血病を対象とした第II相臨床試験が開始された。

## 効能・効果

### 日本
- 再発または難治性の多発性骨髄腫
  - ポマリドミドおよびデキサメタゾンとの併用

### 米国
米国では、ポマリドマイドおよびデキサメタゾンとの併用により、レナリドミドおよびプロテアソーム阻害剤を含む少なくとも2種類の前治療歴のある成人の多発性骨髄腫を適応としている。また、カルフィルゾミブおよびデキサメタゾンとの併用により、1–3種類の治療歴のある成人の再発・難治性多発性骨髄腫の治療にも適応される。

### 欧州
欧州では、ポマリドミドおよびデキサメタゾンとの併用により、「レナリドミドおよびプロテアソーム阻害剤（PI）を含む少なくとも2種類の前治療を受け、最後の治療で疾患の進行が確認された成人の再発および難治性多発性骨髄腫（MM）」の治療を適応としている。

## 副作用
重大な副作用とされているものは、
- 急性輸注反応（37.5%）
  - アナフィラキシー、呼吸困難、咳嗽、悪寒、悪心など
- 骨髄抑制
  - 好中球減少（43.4%）、血小板減少（11.2%）、発熱性好中球減少（10.5%）、貧血（3.3%）など
- 感染症（38.2%）
  - 肺炎（15.1%）、敗血症（1.3%）など

である。
また、10%以上の患者に下痢が発生する。
さらに、臨床試験で、皮膚有棘細胞癌、乳房血管肉腫、骨髄異形成症候群などの二次性悪性腫瘍が報告されている。

### 用量規定毒性
イサツキシマブの用量制限毒性（DLT）は、グレード3以上の非血液学的毒性、グレード4の好中球減少症またはグレード4の血小板減少症の5日以上の持続、グレード2以上のアレルギー反応または過敏症（すなわち輸液反応）、治験責任医師またはスポンサーが用量制限と見做したその他の毒性のいずれかが発現した場合である。グレード2以下の輸液反応はDLTの定義から除外された。これは、輸液が完了する前にグレード2の輸液反応を起こした患者は、適切なケアによりイサツキシマブの投与を最終的に終了することができたためである。
イサツキシマブの投与量は減量されない。血液毒性が発生した場合、血球数が回復するまで投与を延期する必要がある。
軽度の輸液反応が発生した場合、投与速度を減速または休薬する。輸液反応が見られない場合には、投与速度を増速することができる。イサツキシマブを始めとした抗体薬では投与速度の上限が定められているが、患者の負担低減のために規定より速度を上げても問題が起こることは少ないとの意見もある。

## 構造と活性
イサツキシマブの構造は、2本の同一の免疫グロブリンカッパ軽鎖と2本の同一の免疫グロブリンガンマ重鎖で構成されている。化学的には、イサツキシマブはダラツムマブの構造と反応性に類似しており、両薬剤は同じCD38を標的としている。しかし、イサツキシマブはCD38の外部酵素機能をより強力に阻害する。イサツキシマブは、より強力に外部酵素機能を阻害し、交差反応を起こさない可能性がある。さらに、イサツキシマブはCD38の酵素活性を用量依存的に阻害した。しかし、同じ実験条件のダラツムマブでは、用量反応を伴わない、より限定的な阻害が見られた。イサツキシマブは、CD38の酵素活性を阻害するアロステリック阻害薬の作用を示す。加えて、イサツキシマブは、交差反応を起こさずにアポトーシスを誘導できる可能性を示している。最後に、イサツキシマブは、CD38を発現している癌細胞において、より大きなアポトーシスの増加が検出されたことから、直接的な殺傷活性を示している。

## 作用機序
骨髄で悪性の形質細胞が過剰に産生されることで特徴付けられる血液の癌を多発性骨髄腫（MM）と呼ぶ。骨髄腫細胞は、表面の糖タンパク質であるCD38が一様に過剰発現しているのが特徴である。これらのタンパク質は、他の骨髄系細胞やリンパ系細胞にも発現しているが、その程度は骨髄腫細胞に比べて比較的小さい。CD38糖タンパク質はさまざまな重要な細胞機能を担っており、骨髄腫細胞の表面に豊富に存在していることから、多発性骨髄腫治療のターゲットとして注目されている。CD38は、最初は活性化マーカーとして記述されたが、その後、内皮のCD31タンパク質との接着、シナプス複合体の補助成分としての機能、細胞外のNAD+と細胞質のNADPの代謝に関与する外部酵素としての機能を示すことが示された。腫瘍細胞は免疫系から逃れることができるが、これはおそらくCD38の外部酵素活性の産物として生じる免疫抑制分子であるアデノシンによるものであろう。
イサツキシマブは、IgGκ由来のモノクローナル抗体であり、造血細胞やMM細胞（および他の腫瘍細胞）の細胞表面に存在するCD38に選択的に結合する。本薬は、腫瘍細胞のアポトーシスを誘導すると共に、補体依存性細胞傷害（CDC）、抗体依存性細胞貪食（ADCP）、抗体依存性細胞傷害（ADCC）などの免疫エフェクター機構を活性化する。イサツキシマブは、CD38陽性の標的腫瘍細胞がなくても、ナチュラルキラー（NK）細胞を刺激することができ、CD38陽性の制御性T細胞をブロックする。さらに、他のCD38抗体と同様に、CD38のNADase活性がイサツキシマブによって調整される。しかし、ダラツムマブとは対照的に、イサツキシマブは架橋せずに、その結合エピトープで直接アポトーシスを引き起こすことができる。FDAによると、イサツキシマブ単独では、ポマリドミドと併用した場合と比較して、in vitro でのADCCおよび腫瘍細胞の直接殺傷活性が低下する。また、ヒト多発性骨髄腫の異種移植モデルでは、イサツキシマブまたはポマリドミドのみの場合と比較して、抗腫瘍活性が増加している。
イサツキシマブは、CD38受容体上のエピトープに特異的に結合し、アポトーシスを直接引き起こすことができる唯一のCD38抗体である。イサツキシマブは、抗CD38モノクローナル抗体であるダラツムマブとは異なるCD38エピトープのアミノ酸配列に結合する。CD38受容体との結合は主にγ重鎖を介しており、CD38の酵素活性を阻害できるダラツムマブなどの他のCD38抗体よりも強力である。さらに、イサツキシマブはCD38の加水分解酵素活性を阻害する[要出典医学]。
この抗体は、制御性T細胞、B細胞、骨髄由来抑制細胞（MDSC）を排除することで、抗腫瘍免疫を向上させる。イサツキシマブとダラツムマブの結合の違いは、異なるアミノ酸群の認識にある。イサツキシマブはCD38の23個のアミノ酸を認識するのに対し、ダラツムマブは27個のアミノ酸を認識する。Glu233の残基は、柔軟な側鎖を持ち、イサツキシマブの軽鎖のAsp1残基のN-末端に面している。後者のイサツキシマブの軽鎖も柔軟性があるため、CD38/Glu233とAsp1の相互作用は、CD38とイサツキシマブの間の他の相互作用よりも弱くなっている。MM細胞におけるカスパーゼ依存性のアポトーシス経路およびリソソーム媒介性の細胞死経路が、イサツキシマブによって誘導される。MM細胞の死は、リソソームの活性化による下流の反応に従う。リソソームの活性化は、活性酸素種の産生も活性化する。

## 代謝
イサツキシマブは、異化作用の経路でより小さなペプチドに代謝されると考えられる。イサツキシマブが追加投与されない場合、最後の投与から約2カ月後に99%以上の排泄が起こると予想される。このクリアランス率は、時間の経過とともに投与量が増加した場合や、複数回投与した場合には低下する。ただし、イサツキシマブの排泄率は、単剤でも併用でも差はなかった。

## 臨床試験
多発性骨髄腫（MM）患者の治療のための、ポマリドミドとデキサメタゾンを併用したイサツキシマブの第I相試験が実施され、その結果、45名の患者のうち26名が病状の進行により治療を中止した。これらの患者は既に強力な前治療を受けていた。この結果を受けて、今後の試験では、ポマリドミドとデキサメタゾンを併用したイサツキシマブの投与量の上限を10 mg/kg/週、投与間隔を2週に1回に設定することで、安全性を管理できるようになった。
第I相試験での明確な結果を受けて第II相試験が開始され、MM患者を対象にイサツキシマブの単剤投与が検討された。第II相試験では、強力な前治療を受けた患者がイサツキシマブの単剤投与に良好な反応を示した。
形質細胞骨髄腫を対象とした第III相の併用療法試験では、ポマリドミドとデキサメタゾンをイサツキシマブと併用する場合としない場合を比較しており、2021年の終了を目指して進行中である[要出典医学]。
さらに、2017年には2つの第3相試験が追加された。1つ目の試験では、ボルテゾミブ、レナリドミド、デキサメタゾンにイサツキシマブを併用することで、付加価値があるか否かを明らかにしている。この試験は、新たにMMと診断された、骨髄移植の対象とならない患者を対象に行われる（IMROZ試験）。2つ目の試験では、イサツキシマブとカルフィルゾミブおよびデキサメタゾンの組み合わせを、カルフィルゾミブとデキサメタゾンの組み合わせと比較して評価します。2つ目の試験は、1–3種類の前治療歴のある患者を対象としている（IKEMA試験）。
イサツキシマブは現在、難治性・再発性の全身性軽鎖アミロイドーシス（ALアミロイドーシス）に対する単剤療法として、第II相試験が進行中である。

## 承認
2014年4月に欧州医薬品庁（EMA）から、2016年12月には米国食品医薬品局（FDA）から、多発性骨髄腫に対する希少疾病用医薬品の指定を受けた。
2020年3月、米国で医療用医薬品として承認された。
米国食品医薬品局（FDA）は、治療歴のある多発性骨髄腫の被験者307名を対象とした臨床試験（NCT02990338）のエビデンスに基づき、2020年3月にイサツキシマブを承認した。本試験は、欧州、北米、アジア、オーストラリア、ニュージーランドの102施設で実施された。
本試験では、前治療歴のある多発性骨髄腫患者を対象にして、イサツキシマブの有効性と副作用を評価した。被験者は、イサツキシマブ（ポマリドミドおよび低用量デキサメタゾンとの併用）または実薬対照群（ポマリドミドおよび低用量デキサメタゾン）のいずれかに無作為（非盲検）に割り付けられた。治療は両群ともに28日サイクルで、病気が進行するか許容できない毒性が出るまで行われた。この試験では、患者ががんの増殖を免れた期間（無増悪生存期間：PFS）を測定した。
欧州連合（EU）では2020年5月に医療用として承認された。
レナリドミドとプロテアソーム阻害剤に抵抗性があり、別の抗CD38モノクローナル抗体であるダラツムマブの投与を受けられなかった難治性・再発性MM患者を対象とした第III相試験が2019年に発表された（ICARIA-MM）。ポマリドミドとデキサメタゾンにイサツキシマブを追加することで、無増悪生存期間が6.5ヶ月に比べて11.5ヶ月に改善し、全奏功率は63%であった。
日本では、ICARIA-MM試験と単剤療法の第I/II相試験（ISLANDs試験）の結果に基づいて、2020年6月29日に承認された。

## 参考資料
1. 1 2  “Sarclisa Australian prescription medicine decision summary”. Therapeutic Goods Administration (TGA) (2020年5月14日). 2020年8月16日閲覧。
2. 1 2 3 4 5 6  “Sarclisa EPAR”. European Medicines Agency (EMA) (2020年3月24日). 2020年6月25日閲覧。 Text was copied from this source which is © European Medicines Agency. Reproduction is authorized provided the source is acknowledged.
3. ↑  “KEGG DRUG: イサツキシマブ”. www.kegg.jp. 2021年10月10日閲覧。
4. 1 2 3 4 5 6  “Sarclisa- isatuximab injection, solution, concentrate”. DailyMed (2020年3月2日). 2020年3月26日閲覧。
5. ↑  “再発性又は難治性多発性骨髄腫（RRMM）患者を対象にisatuximab（SAR650984）皮下投与又は静脈内投与とポマリドミド・デキサメタゾン投与を併用したときの薬物動態、安全性及び有効性を評価する多施設共同、非盲検、第Ib相試験｜関連する治験情報【臨床研究情報ポータルサイト】”. rctportal.niph.go.jp. 2021年10月10日閲覧。
6. ↑  ImmunoGen, Inc. Announces Data Presentations at Upcoming 57th ASH Annual Meeting and Exposition
7. ↑  “A Dose Finding Phase II Trial of Isatuximab (SAR650984, Anti-CD38 mAb) As a Single Agent in Relapsed/Refractory Multiple Myeloma”. Blood 126 (23):  509. (2015). doi:10.1182/blood.V126.23.509.509.
8. ↑  “Safety and Efficacy of Isatuximab in Lymphoblastic Leukemia”. ClinicalTrials.gov. 2020年3月4日閲覧。
9. 1 2  “FDA approves isatuximab-irfc for multiple myeloma”. U.S. Food and Drug Administration (FDA) (2020年3月2日). 2020年3月2日閲覧。  この記述には、アメリカ合衆国内でパブリックドメインとなっている記述を含む。
10. 1 2  "FDA Approves New Therapy for Patients with Previously Treated Multiple Myeloma". U.S. Food and Drug Administration (FDA) (Press release). 2 March 2020. 2020年3月4日閲覧。  この記述には、アメリカ合衆国内でパブリックドメインとなっている記述を含む。
11. 1 2 3 4 5 6 7 8  “Drug Trials Snapshots: Sarclisa”. U.S. Food and Drug Administration (FDA) (2020年3月2日). 2020年3月25日閲覧。  この記述には、アメリカ合衆国内でパブリックドメインとなっている記述を含む。
12. ↑  “FDA approves isatuximab-irfc for multiple myeloma”. U.S. Food and Drug Administration (2021年3月31日). 2021年4月1日閲覧。
13. 1 2 3  “サークリサ点滴静注100mg／サークリサ点滴静注500mg 添付文書”. www.info.pmda.go.jp. 2021年10月10日閲覧。
14. 1 2  “Phase I trial of isatuximab monotherapy in the treatment of refractory multiple myeloma”. Blood Cancer Journal 9 (4):  41. (March 2019). doi:10.1038/s41408-019-0198-4. PMC 6440961. PMID 30926770.
15. ↑  “2020年5月28日 薬事・食品衛生審議会 医薬品第二部会 議事録”. www.mhlw.go.jp. 2021年10月10日閲覧。
16. 1 2  “CD38: T Cell Immuno-Metabolic Modulator”. Cells 9 (7):  1716. (2020). doi:10.3390/cells9071716. PMC 7408359. PMID 32709019.
17. ↑  “Role of CD38/cADPR signaling in obstructive pulmonary diseases”. Current Opinion in Pharmacology 51:  29–33. (2020). doi:10.1016/j.coph.2020.04.007. PMC 7529733. PMID 32480246.
18. ↑  “CD38 is the major enzyme responsible for synthesis of nicotinic acid-adenine dinucleotide phosphate in mammalian tissues”. The Biochemical Journal 362 (Pt 1):  125–30. (February 2002). doi:10.1042/0264-6021:3620125. PMC 1222368. PMID 11829748.
19. ↑  “A phase 1b study of isatuximab plus lenalidomide and dexamethasone for relapsed/refractory multiple myeloma”. Blood 129 (25):  3294–3303. (June 2017). doi:10.1182/blood-2016-09-740787. PMC 5482100. PMID 28483761.
20. ↑  “New investigational drugs with single-agent activity in multiple myeloma”. Blood Cancer Journal 6 (7):  e451. (July 2016). doi:10.1038/bcj.2016.53. PMC 5030378. PMID 27471867.
21. ↑  “Isatuximab”. Drugbank (2019年5月20日). 2021年10月10日閲覧。
22. ↑  “CD38: A Target for Immunotherapeutic Approaches in Multiple Myeloma”. Frontiers in Immunology 9:  2722. (2018-11-28). doi:10.3389/fimmu.2018.02722. PMC 6279879. PMID 30546360.
23. ↑  “Therapeutic Opportunities with Pharmacological Inhibition of CD38 with Isatuximab”. Cells 8 (12):  1522. (2019). doi:10.3390/cells8121522. PMC 6953105. PMID 31779273.
24. ↑  Dhillon S (2020). “Isatuximab: First Approval”. Drugs 80 (9):  905–912. doi:10.1007/s40265-020-01311-1. PMID 32347476.
25. 1 2  “Therapeutic Opportunities with Pharmacological Inhibition of CD38 with Isatuximab”. Cells 8 (12):  1522. (November 2019). doi:10.3390/cells8121522. PMC 6953105. PMID 31779273.
26. ↑  “Therapeutic Opportunities with Pharmacological Inhibition of CD38 with Isatuximab”. Cells 8 (12):  1522. (November 2019). doi:10.3390/cells8121522. PMC 6953105. PMID 31779273.
27. ↑  “A phase 1b study of isatuximab plus pomalidomide/dexamethasone in relapsed/refractory multiple myeloma”. Blood 134 (2):  123–133. (July 2019). doi:10.1182/blood-2019-02-895193. PMC 6659612. PMID 30862646.
28. ↑  Martin, Thomas (2015年12月7日). “A Dose Finding Phase II Trial of Isatuximab (SAR650984, Anti-CD38 mAb) As a Single Agent in Relapsed/Refractory Multiple Myeloma”. ASH. 2021年10月10日閲覧。
29. ↑  “Phase III (IMROZ) study design: Isatuximab plus bortezomib (V), lenalidomide (R), and dexamethasone (d) vs VRd in transplant-ineligible patients (pts) with newly diagnosed multiple myeloma (NDMM).”. Journal of Clinical Oncology 36 (15_suppl):  TPS8055. (2018-05-20). doi:10.1200/JCO.2018.36.15_suppl.TPS8055.
30. ↑  “Isatuximab plus carfilzomib/dexamethasone versus carfilzomib/dexamethasone in patients with relapsed/refractory multiple myeloma: IKEMA Phase III study design”. Future Oncology 16 (2):  4347–4358. (January 2020). doi:10.2217/fon-2019-0431. PMID 31833394.
31. ↑  “Isatuximab Orphan Drug Designations and Approvals”. U.S. Food and Drug Administration (FDA) (1999年12月24日). 2020年3月4日閲覧。
32. ↑  “Drug Approval Package: Sarclisa”. U.S. Food and Drug Administration (FDA) (2020年3月25日). 2021年3月21日閲覧。
33. ↑  Attal, Michel; Richardson, Paul G; Rajkumar, S Vincent; San-Miguel, Jesus; Beksac, Meral; Spicka, Ivan; Leleu, Xavier; Schjesvold, Fredrik et al. (2019). “Isatuximab plus pomalidomide and low-dose dexamethasone versus pomalidomide and low-dose dexamethasone in patients with relapsed and refractory multiple myeloma (ICARIA-MM): a randomised, multicentre, open-label, phase 3 study”. The Lancet 394 (10214):  2096–2107. doi:10.1016/s0140-6736(19)32556-5. ISSN 0140-6736. PMID 31735560.
34. ↑  日経メディカル. “再発・難治性の多発性骨髄腫に抗CD38抗体イサツキシマブが承認”. 日経メディカル. 2021年10月11日閲覧。